# 城市規劃師
城市規劃師，简称规划师，是負責城市规划设计的職業人士。其工作是以「強化社區的土地利用和基礎設施的有效性」為目的而進行城市規劃設計。他們制定城市及周邊區域的發展和管理計劃，主要包括
- 分析土地使用兼容性；
- 分析經濟、環境和社會的發展趨勢；
- 同時必須考慮持續性發展、空氣污染、交通擁堵、犯罪，土地價值、法律法規等各種各樣的問題。

## 各國概況

### 加拿大
該國的城市規劃師通常持有學士或碩士學位。
加拿大城市規劃師學會負責該國城市規劃師的課程認證及准入條件。執照則通常由各省或地區政府簽發。註冊規劃師一詞在該國是受到法律保護的稱號。

### 香港
香港規劃師學會負責課程認證及舉辦准入考試。經海外規劃師學會或監管機構認證的海外課程畢業生可以獲免除應考第一部份的考試，但有關香港法律知識的第二部份則屬必考。唯一一個可以完全免除准入考試的碩士課程由香港大學舉辦。

### 馬來西亞
各州設有部門負責當地規劃師的註冊事宜。一般而言，需要完成經規劃師管理局認證的學士學位課程，以及通過准入考試及滿足實務經驗要求，才可向經馬來西亞規劃師學會，註冊成為註冊規劃師。

### 英國
皇家城市規劃學會負責課程認證及准入。一般而言，需要完成經認證的學士及碩士課程，以及滿足實務經驗要求，才可成為註冊規劃師。

### 澳洲
澳洲規劃學會負責課程認證及准入。一般而言，需要完成經認證的學士或碩士課程，以及滿足實務經驗要求，才可成為註冊規劃師。

### 新加坡
新加坡規劃師學會負責註冊及准入考試事宜。一般而言，申請人需要擁有學士學位（相關學科或非相關學科均可），之後完成基礎課程及准入考試，以及滿足實務經驗要求（持相關學科的學士學位的人士，經驗要求可以相應降低），才可成為註冊規劃師。

## 职责
城市规划师的职责因司法管轄權（jurisdication）而异，有时在同一司法管轄權内也会有所不同。因此，以下是城市规划师的职责的一般描述，城市规划师可能会实践其中的两个或多个。城市规划师也可能专门从事某一项职责。

### 土地利用规划
专门从事土地利用规划的城市规划师主要监管土地利用、开发和分割，旨在实现所需的城市规划结果。
通过制定和采用旨在影响司法管轄權土地利用和建筑形态目标的规划工具来实现土地利用和开发的监管。规划工具采用立法和政策形式，在不同司法管轄權具有各种术语，包括法律和法规、规则、法典、计划、蓝图、政策和手册；通常是其中一些的组合。规划工具通常会将土地划分为空间区域或将土地保留给某些目的，以 区域规划图或蓝图的形式呈现。城市规划师负责准备规划工具和分区计划。此外，由于城市发展很少是静态的，城市规划目标也会不断变化，城市规划师将负责持续维护规划工具和分区计划，以确保它们时刻更新。
在大多数司法管轄權中，城市规划师通常会在准备和更新规划工具时与社区和其他利益相关者进行磋商。磋商的程度将根据项目的不同而有所不同。
城市规划师还将负责执行规划工具。这是通过许可证过程实现的，即提出拟议发展、土地利用变更或土地划分的当事人将需要获得拟议发展或变更的许可证、批准、许可或同意。城市规划师将负责考虑提案，并确定其是否符合适用规划工具和分区计划的意图和具体规定。根据司法管轄權的不同，城市规划师可能有权决定提案；否则规划师将向决策者（例如地方政府的选举议会）提交建议。
虽然关注未来发展，但城市规划师偶尔也需要负责调查未经授权进行的开发或土地利用。在许多司法管辖
尽管关注未来的发展，城市规划师偶尔也需要负责调查未经授权的开发或土地利用。在许多司法管轄權内，城市规划师可以要求未经授权的土地利用停止工程，并将未经授权的开发还原至其开发前的状态；或者另一种选择是事后批准未经授权的开发或土地利用。

### 战略城市规划
为了有效地规划长期的发展和增长，城市规划师将负责准备战略计划（在不同司法管轄權内也被称为开发计划、核心策略、综合规划、规划策略、结构规划等）。战略城市规划为司法管轄權设定了高层次的目标和增长原则，这将进而指导该司法管轄權内法定规划工具的编制和修订。、

### 区域规划
区域规划涉及到地区范围内的土地利用、基础设施和定居点增长的规划，范围涵盖整个城市或更大的范围。在这种意义上，城市规划师的角色是考虑宏观尺度上的城市规划。区域规划不涉及到地方（邻里）层面的规划。

### 遗产和保护
城市规划师可能负责识别、保护和保存被社区认为具有文化遗产意义的建筑和地点。这可能包括编制和维护遗产登记册的任务，寻找并提供鼓励保护工程的激励措施，以及考虑重新开发或利用遗产地点的建议。

### 城市复兴
随着城市地区的衰退，城市规划师可能会被指派准备一份城市地区的重新开发计划。这样的计划不仅限于一个单独的开发地点，而是包括一个城市重建计划所准备的地区或区域。
城市复兴通常依赖于从政府来源获取资金以协助一个区域的再生，这些资金可以用于各种用途，如改善公共道路、公园和其他公共空间；基础设施的发展；和土地的收购。城市规划师将负责制定城市复兴计划的成本并获得必要的基础设施工程资金以实施城市更新计划。
城市复兴项目的城市规划师需要在计划的准备和实施过程中与利益相关者密切合作，包括政府机构、土地所有者和社区团体。

### 总体规划
许多绿地开发项目都会准备一份总体规划。总体规划的目的是规划未来发展区域的土地使用最终空间布局。总体规划将考虑为发展提供服务所需的基础设施，并确定城市设施的需求和位置，包括商业和工业用地、社区设施、学校、公园、公共交通、主要道路和土地利用，无论是在总体规划区域内还是外部，以及考虑总体规划区域的分期开发。
城市规划师将负责协调各种专业顾问的意见，并设计总体规划的基础设施和土地利用。城市规划师通常需要与受总体规划影响的土地所有者和政府机构进行磋商。

### 运输规划
城市规划师可能需要负责规划城市和区域之间的运输设施和基础设施。

### 经济发展
城市规划师的职责可能延伸到经济发展。在这方面，城市规划师可能负责发现经济增长机会，并鼓励在一个区域进行投资。

### 环境规划
城市规划师可能关注土地利用、开发和分割对自然环境（包括土地、水、植被和动物）的影响，以实现可持续的结果。

### 城市设计
城市规划师将设计公共空间（如街道、广场、公园等）以及建筑形态与公共空间之间的关系。根据所处国家和规划师的培训背景，他们可能需要与其他设计专业人员（如土木工程师、建筑师或景观设计师）合作完成并建造设计。

### 基础设施规划
城市规划师可能需要规划未来提供的公共工程基础设施，包括供水、下水道、电力、电信、交通运输基础设施，以及社区基础设施，包括学校、医院和公园等。